# Pompilio Amaseo
Pompilio Amaseo (Bologna, 18 agosto 1513 – Bologna, 1586) è stato un umanista italiano.

## Biografia
Figlio di Romolo e di Violante Guastavillani, studiò col padre, insegnante dello Studio di Bologna, e dal 1540 vi insegnò umanità. Nel 1543 pubblicò la sua maggiore fatica, la traduzione in latino di due libri delle Storie di Polibio e, succedendo a Ciriaco Strozzi,  ottenne, molto probabilmente su raccomandazione del padre e del cardinale Alessandro Farnese, intimo della famiglia, la cattedra di greco, che conservò fino al 1582, quando una grave malattia gli impedì di proseguire l'insegnamento. 
Ebbe incarichi pubblici e nel 1551 fu nunzio apostolico alla corte di Ferdinando I d'Asburgo. Nel 1575 tradusse, su incarico del cardinale Gabriele Paleotti e di papa Gregorio XIII, due opere di Giovanni Crisostomo, il De sacerdotio e l'Ad Stagirium ascetam a daemonio vexatum, senza pubblicarle. 
Conobbe, anche grazie alle relazioni tenute dal padre, numerosi eruditi, come i Manuzio, Paolo e Aldo, e Friedrich Sylburg, ma sulla sua competenza professionale furono espresse non poche riserve.

## Opere
- Fragmenta duo et sexto Polybii Historiarum libro de diversis rerum publicarum formis deque Romanorum praestantia, Bononiae, Joannes Baptista Phaellus, 1543.
- Oratio latina de Bononiensium scholarum exaedificatione, Bononiae 1563
- De sacerdotio, Vaticanus Ottobonianus Latinus 29; Vaticanus Ottobonianus 59; Vaticanus Ottobonianus 894; Vaticanus Ottobonianus Latinus 1217
- Ad Stagirium ascetam a daemonio vexatum, Vaticanus Ottobonianus Latinus 2
- Vita Romuli Amasaei, in Flaminio Scarselli, «Vita Romuli Amasaei», Bononiae, typis J. B. Sassi 1769